# 转角牛羚
轉角牛羚（學名：Damaliscus lunatus），又稱南非大羚羊或黑面狷羚，是一種生活在蘇丹、乍得、坦桑尼亞及南非大草原及氾濫平原的狷羚。

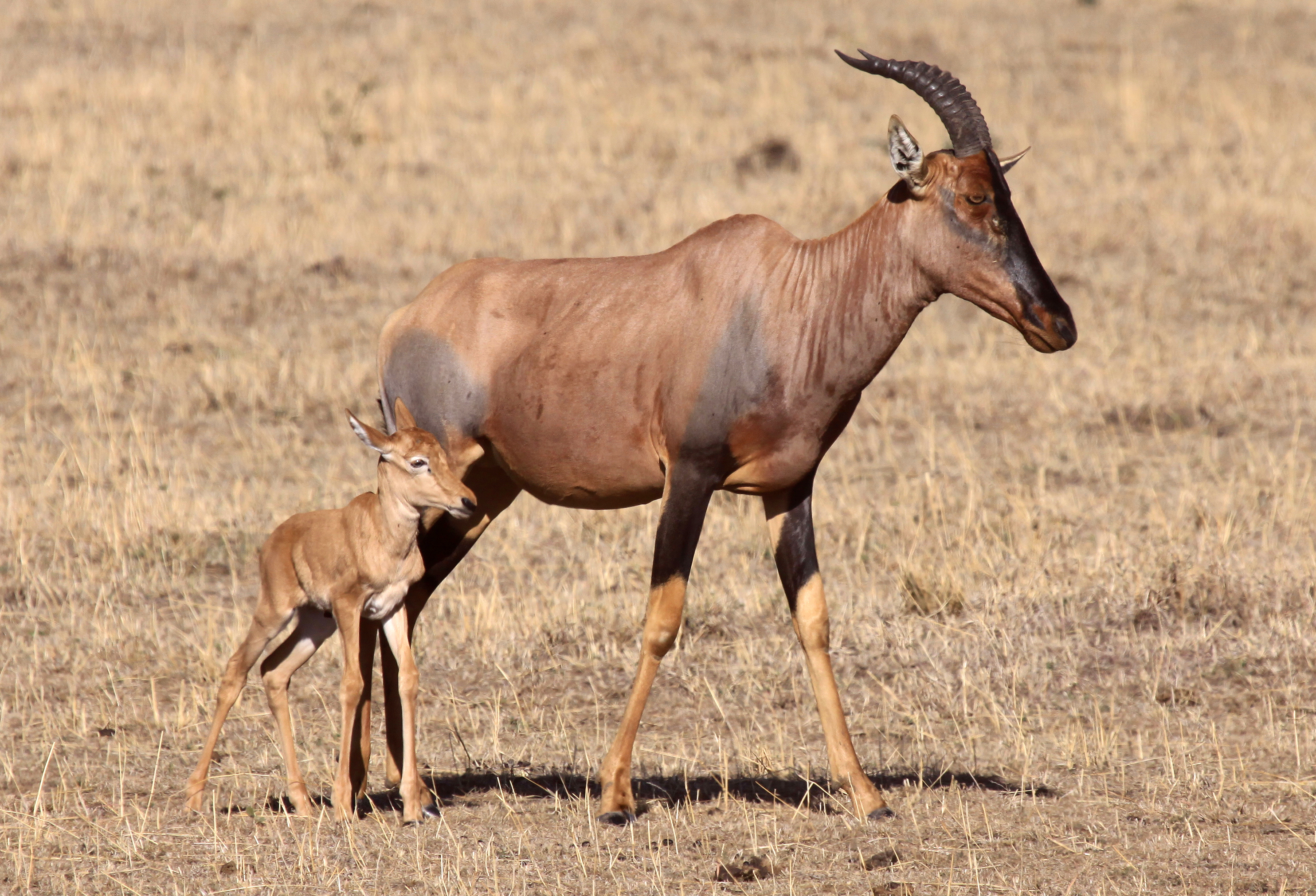
在肯雅馬賽馬拉站立的轉角牛羚

轉角牛羚站立時的肩高為1米，體重80-160公斤。牠們的毛皮一般都是鏽紅色，黑色的腳部及胸部，並在前額至鼻尖有一黑帶。角呈豎琴形，並且明顯是環狀角，雄性及雌性的角都長達70厘米。
轉角牛羚生活在大草原及氾濫平原上，以其上的草為主要食糧。雄性的領域由幾十平方米至幾公里不等，並以尿液及糞便為邊界。20頭雌性轉角牛羚組成了一群族，並由一頭雄性帶領，而千多頭轉角牛羚亦會同時遷徙。
雄性轉角牛羚會為自己的領域而發生爭鬥，多會以牠們的角刺對方的膝部。轉角牛羚在受驚時可以奔走達每小時70公里，及會跳越其他牛羚以逃避危險。牠們被認為是最快速的狷羚。

## 外部連結
- ARKive - 轉角牛羚的圖片及映片